# Thelairodes pallidus
Thelairodes pallidus är en tvåvingeart som beskrevs av Wulp 1891. Thelairodes pallidus ingår i släktet Thelairodes och familjen parasitflugor. Inga underarter finns listade i Catalogue of Life.